# Морни, Шарль де
Шарль Огюст Жозеф Луи де Морни, граф де Морни, позднее герцог де Морни (фр. Charles Auguste Louis Joseph Demorny, duc de Morny) (17 сентября 1811, Санкт-Мориц-Валле, Швейцария — 10 марта 1865, Париж) — французский политический деятель и финансист, единоутробный брат Наполеона III.

## Происхождение
Его матерью была королева Гортензия, супруга Людовика Бонапарта. Луи-Наполеон Бонапарт, будущий Наполеон III, был третьим сыном Гортензии Богарнэ, а Морни — чётвёртым. Морни был рождён от связи Гортензии с её шталмейстером, генералом Шарлем де Флао. Некий Деморни, который согласился дать своё имя ребёнку — возможно, вымышленное лицо. В официальном свидетельстве о его рождении указано, что он появился на свет в Париже 21 октября 1811 года, от неизвестного отца. На самом деле Морни родился в Сен-Морис-ан-Вале (Швейцария), 15 сентября 1811 года.
Имя Шарль было дано ребёнку в честь знаменитого Шарля Мориса де Талейрана, который, вероятно, приходился ему дедом. О своём происхождении герцог де Морни шутил: «В моём роду были бастарды от матери к сыну на протяжении трёх поколений. Я правнук великого короля, внук епископа, сын королевы и брат императора», несмотря на это официально признавался братом Наполеоном III, был его доверенным лицом и советником, с правом правопреемства и наследования, при прекращения мужского потомства своего брата Наполеона III, последнего Императора французов.

## Молодые годы
Воспитанный бабушкой по отцу, португальской аристократкой Аделаидой де Соуза (супругой дипломата Жозе Марии Ботельо де Соуза) Морни не без блеска начал свою карьеру во время Июльской монархии, приняв участие в завоевании Алжира.
Вскоре Морни подал в отставку и купил завод по переработке сахарной свеклы в Клермоне. Это приобретение позволило ему участвовать в выборах и 9 июля 1842 года он стал депутатом от департамента Пюи-де-Дом. Морни также основал железнодорожную компанию Гран-Сентрал, что способствовало развитию железнодорожных линий и коммерческих грузоперевозок, посредством железнодорожного транспорта. В 1845 году Морни сумел приобрести часть коллекции голландской и французской живописи, собранной членами семьи потомственных французских ювелиров Дюваль.
Будучи переизбран в парламент в 1849 году, Морни поддержал политическую линию своего брата Луи Наполеона (Наполеона III), который незадолго до того стал президентом Второй республики. С 1852 года вплоть до своей смерти Морни был членом генерального совета департамента Пюи-де-Дом.

## Морни при Второй империи
Морни являлся одним из главных участников государственного переворота 2 декабря 1851, в результате которого президент объявил себя монархом. После переворота Морни недолго (с 2 декабря 1851 года по 22 января 1852 года) занимал пост министра внутренних дел, однако вскоре вышел в отставку из-за разногласий по вопросу о конфискации имущества Орлеанской династии.
Благожелательное отношение Морни к родственникам короля Луи-Филиппа не помешало его карьере при Второй империи. Наполеон III шутя говорил: «Как же тут править? Императрица — легитимистка, принц Наполеон — республиканец, Морни — орлеанист, сам я — социалист. Единственный бонапартист среди нас Персиньи, но у него, признаться, не все дома».
С ноября 1854 года до мая 1856 года и с 1857 года по 1865 года Морни был президентом Законодательного корпуса. С мая 1856 года по август 1857 года состоял французским послом в Петербурге, где в продолжение семейной традиции союзов с бастардами женился на княжне Софье Трубецкой (предположительно дочери Николая I).

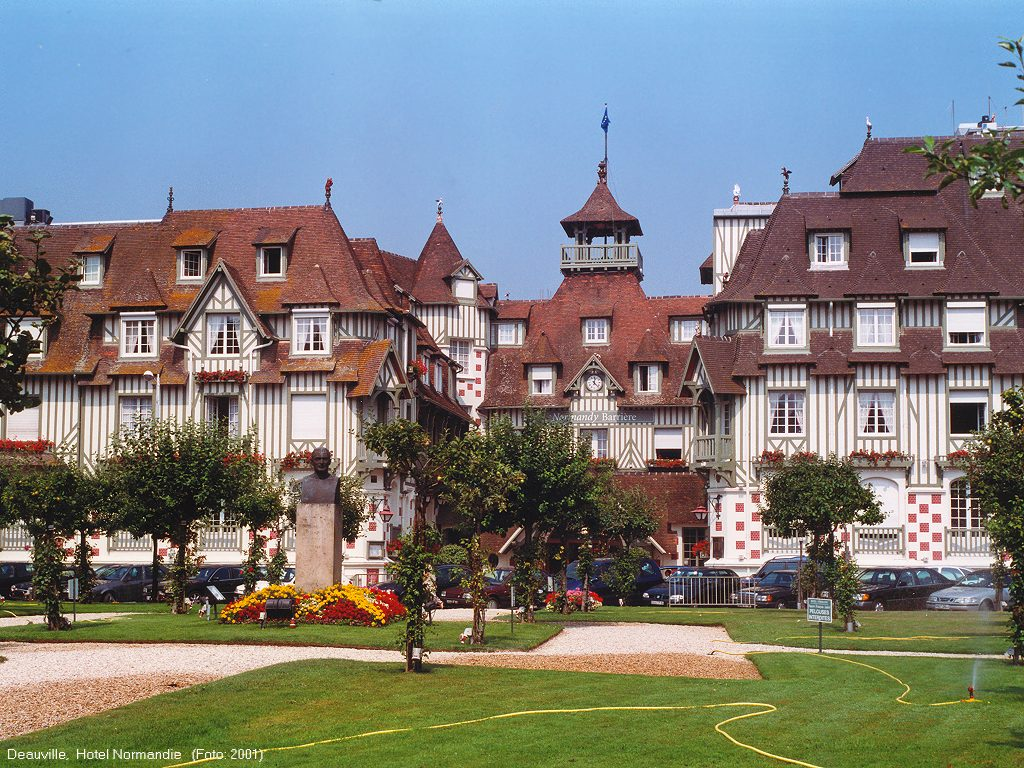
Герцог Морни инициировал превращение Довиля в фешенебельный морской курорт

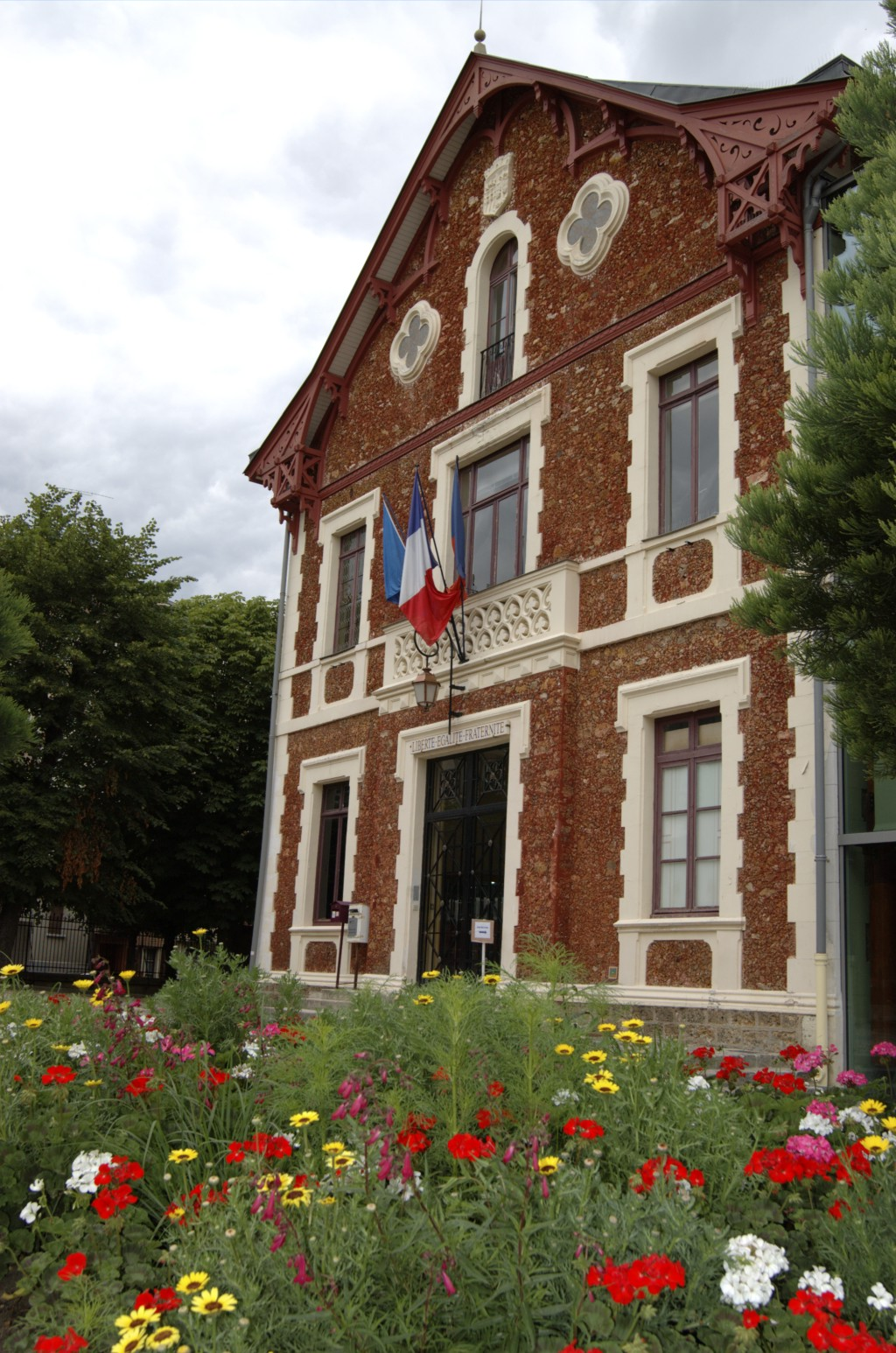
Загородный домик герцога де Морни в Вирофле под Парижем

Морни всегда был доверенным советником сводного брата, умело пользовался выгодами своего положения и участвовал в рискованных финансовых операциях. Того обстоятельства, что в каком-либо предприятии фигурировал Морни, уже было достаточно для привлечения капитала. Во время реконструкции Парижа под руководством барона Османа, Морни скупал землю и здания, через которые должны были пройти новые бульвары, а затем продавал их государству по завышенной цене.
В 1859 основал курорт Довиль, в знак любви к жене Софье Трубецкой, которая хотела построить во Франции «остров русской культуры». После этого Довиль на долгие годы стал эпицентром русской культуры во Франции. В 1912 году в Довиле наступил золотой век балетной труппы Сергея Павловича Дягилева. Создание этого курорта также позволило де Морни приумножить своё состояние спекуляциями местной недвижимостью.
Морни был одним из тех, кто убедил Наполеона предпринять военную экспедицию в Мексику под предлогом возвращения французских займов.
В то же время Морни раньше многих других лиц из окружения императора понял необходимость поворота к более либеральной политике, благодаря ему Эмиль Оливье сделал первый шаг к сближению с Империей.
Скончался скоропостижно 7 марта 1865, не дожив до катастрофического завершения войны в Мексике и падения Второй империи, в создании которой он участвовал.

## Морни и литература
Морни писал водевили под псевдонимом de Saint-Rémy. Наиболее известное его произведение в области драматургии — либретто оперетты Жака Оффенбаха «Monsieur Choufleuri restera chez lui le 24 janvier 1833» («Господин Шуфлёри останется дома 24 января 1833 года, или Званый вечер с итальянцами»), премьера которой состоялась в театре Буфф-Паризьен (Théâtre des Bouffes Parisiens) 14 сентября 1861 г. Также он был автором воспоминаний, выдержки из которых (Une ambassade en Russie. 1856) были опубликованы в Париже в 1891 году.
Альфонс Доде, секретарь Морни, изобразил его под именем Мора в романе «Le Nabab» («Набоб», 1877). Эмиль Золя вывел Морни под именем графа де Марси в романе «Его Превосходительство Эжен Ругон» (1871).

## Образ в кино
- «Вернемся на Елисейские поля[фр.]» (Франция, 1938) — актёр Пьер Жювене[фр.]

## Дети
От брака с княжной Софьей Сергеевной Трубецкой имел 4-х детей:
- Мари Эжени (1857—1883), в 1877 году в Мадриде вышла замуж за Хосе Рамон Осорио и Хередиа (1854—1919), 9-го графа Корзана, IV Маркиза де лос Ареналес. Их сын - Хосе Осорио-и-де-Морни (Мадрид, 1878 - Мадрид, 1905). Он женился на Марии де ла Пурификасьон Дортикос-Марин-и-Леон, маркизе де Марин, в 1902 году в Мадриде[5] (1878–1928). Детей у него не было (вторым браком, княжна Софья Сергеевна Трубецкая была замужем за испанским аристократом Хосе Исидро Николаса де Бари Мануэля Хоакина Франсиско де Борха Рамона Каэтано Осорио-и-Сильва-Базан[6], из старейшего и могущественного рода  Осорио).
- Огюст Карл Луи Валентин (1859—1920), второй герцог Морни, женился в 1886 году на Карлотте де Гузман и Ибарра (1869—1939), имели троих детей. Огюст де Морни, 3-й герцог Морни (1889–1935)[7], не женат и не имеет потомства. Антуан де Морни, 4-й герцог Морни (1896–1943), не женат и не имеет потомства[8]. Анна Тереза де Морни (1890–1924), не замужем и не имеет детей.[9]
- Серж де Морни (1861–1922), умерший неженатым и не оставившим потомства[10].
- София Матильда (Мисси)[фр.] (1863—1944), названа в честь двоюродной сестры императора Матильды Бонопарт, с 1881 года была замужем за Жаком Годаром[англ.], маркизом Бельбёфом, затем в 1903 году развелась с ним. Скандально известна как Мисси, открыто демонстрировала свою гомосексуальность и была подругой Лианы де Пужи и писательницы Колетт, потомства не оставила[11].